# Opistognathus aurifrons
Opistognathus aurifrons är en fiskart som först beskrevs av Jordan och Thompson, 1905.  Opistognathus aurifrons ingår i släktet Opistognathus och familjen Opistognathidae. Inga underarter finns listade i Catalogue of Life.